# The Last of the Starks
"The Last of the Starks" é o quarto episódio da oitava temporada da série de Game of Thrones, da HBO e a 71ª em geral. Foi escrito por David Benioff e DB Weiss e dirigido por David Nutter. Foi ao ar em 5 de maio de 2019. 
"The Last of the Starks" mostra as consequências da batalha contra o Exército dos Mortos enquanto prepara o palco para o confronto final, com Daenerys, Jon e suas forças remanescentes indo para King's Landing enfrentar Cersei e exigir sua rendição. 
Este episódio marcas as aparições finais de Alfie Allen (Theon Greyjoy), de Iain Glen (Jorah Mormont), de Bella Ramsey (Lyanna Mormont), de Richard Dormer (Beric Dondarrion), de Ben Crompton (Eddison Tollett), de Staz Nair (Qhono) e de Nathalie Emmanuel (Missandei). O episódio recebeu críticas mistas; no agregador de revisão Rotten Tomatoes tem uma taxa de aprovação de 61%, com base em 75 avaliações e uma classificação média de 7.16/10, com o consenso dos críticos afirmando: "'The Last of the Starks' cepas para definir o tabuleiro para conclusão de Game of Thrones, mas traz bastante intriga política e toca as interações de caráter para satisfazer".